# エターナル (ストラトヴァリウスのアルバム)
『エターナル』(Eternal)は、ヨーロッパでは2015年9月11日に、アメリカ合衆国では18日に発売された、フィンランドのパワーメタルバンド・ストラトヴァリウスの15枚目のスタジオ・アルバムである。ヴォーカリストのティモ・コティペルトが3曲を作曲し、ケインズ・オファリングのパートナーで、ソナタ・アークティカの元メンバー、ヤニ・リーマタイネンの協力の下で殆どの楽曲の作詞を行った。
キーボーディストのイェンス・ヨハンソンによると、計画されていた訳ではなかったが、バンドのメンバー達はこのアルバムについてオールドスクール的なパワーメタルと新しいパワーメタルが混合した内容だと説明しているという。

## 背景と作曲、作詞のテーマ
バンドは2014年にアルバムの制作作業を始めたがったが、彼らは良い楽曲が少ないと感じていた。『ヴィジョンズ』・ライヴを行った後に、彼らは聴衆の反応に驚き、スタジオに戻る動機を得た。アルバムのアート・ワークはリリースから1年前に既に出来上がっていたが、題名はまだ決まっていなかった。メンバーからの提案を話し合った後に、彼らは最終的にラウリ・ポラーが出して来た『エターナル』にすると合意し、バンドにとって7文字の題名のアルバムは7枚目となった。
オープニング・トラックの「マイ・エターナル・ドリーム」は、自分は他の人々とは異なると感じており、他人に何と言われようと意に介さず夢を実現するとい内容の詞である。MVが9月10日に発表された。「シャイン・イン・ザ・ダーク」はファースト・シングルとしてリリック・ヴィデオと同時に発表され、この曲はアルバムの発売から1年前に作られており、「随分前に亡くなったが未だに温もりと共に覚えられている人物」についての詞である。「ライズ・アバヴ・イット」はマスメディアによる嘘と、いかに人々が警戒しながらニュースを読解すべきかを語った内容である。
「ロスト・ウィズアウト・ア・トレイス」は唯一ポラーによって書かれた曲で、愛を追求するが見付けるといつも逃げだし、実際にコミットする事に脅えている男性についての詞である。「フィーディング・ザ・ファイア」は、地球という惑星を守る事に対して行動を起こすのではなく、単に状況を悪化させる人類について述べられている。「イン・マイ・ライン・オブ・ワーク」は、家族や友人とは遠く離れた場所で仕事をし続ける人々を描いた楽曲である。
鏡を見る際に自身が鏡の中にいる事に気が付かない男性を描いた「マン・イン・ザ・ミラー」と愛する人の瞳に火を認識し、強さを保持し続ける事についての「ファイア・イン・ユア・アイズ」というボーナス・トラックを除いて、ヨハンソンはこのアルバムに2曲を提供した。
「フュー・アー・ゾーズ」は、当初はバンドによって却下されていた。しかし、ロルフ・ピルヴがドラムのレコーディングをしていた時に、コティペルトはピルヴに対して特定のテンポで演奏する様にと要求し、ヤニとコティペルトはこれを使って曲を作れると実感した。後にコティペルトはドラム・トラックを受け取り、それを使って曲を作った。詞は「自分自身の瞳を見る事が出来、自身の心を感じ取る事の出来る」僅かな人々についての内容である。
最後の楽曲「ザ・ロスト・サガ」は、このアルバムの中で最も長い曲である。ライナーノーツで、コティペルトはヴァイキングや戦いについての詞を書く事は、「これまでで最もきつい作業だった」と述べている。彼は歴史を調べる為に4晩費やしたという。

## 収録曲
「マン・イン・ザ・ミラー」と「ファイア・イン・ユア・アイズ」のみイェンス・ヨハンソンによる作詞、その他はティモ・コティペルトとヤニ・リーマタイネン作詞。6曲目と7曲目はボーナス・トラックである。
1. マイ・エターナル・ドリーム - "My Eternal Dream" - 6:04
  - 作曲：マティアス・クピアイネン
2. シャイン・イン・ザ・ダーク - "Shine in the Dark" - 5:05
  - 作曲：ティモ・コティペルト、ヤニ・リーマタイネン
3. ライズ・アバヴ・イット - "Rise Above It" - 4:26
  - 作曲：マティアス・クピアイネン
4. ロスト・ウィズアウト・ア・トレイス - "Lost Without a Trace" - 5:27
  - 作曲：ラウリ・ポラー
5. フィーディング・ザ・ファイア - "Feeding the Fire" - 4:12
  - 作曲：マティアス・クピアイネン
6. エンドレス・フォレスト - "Endless Forest" - 2:15
  - 作曲：イェンス・ヨハンソン
7. ジャイアンツ - "Giants" - 5:28
  - 作曲：イェンス・ヨハンソン
8. イン・マイ・ライン・オブ・ワーク - "In My Line of Work" - 4:18
  - 作曲：ティモ・コティペルト、ヤニ・リーマタイネン
9. マン・イン・ザ・ミラー - "Man in the Mirror" - 4:43
  - 作曲：イェンス・ヨハンソン
10. フュー・アー・ゾーズ - "Few Are Those" - 4:11
  - 作曲：ティモ・コティペルト、ヤニ・リーマタイネン
11. ファイア・イン・ユア・アイズ - "Fire in Your Eyes" - 4:14
  - 作曲：イェンス・ヨハンソン
12. ザ・ロスト・サガ - "The Lost Saga" - 11:39
  - 作曲：マティアス・クピアイネン

### ディスク2
デラックス・エディションのDVDで、2013年のラウドパークでのライヴが収められている。5、6、7、12は日本盤ボーナス・トラックである。
1. イントロ - "Intro"
2. アンダー・フレミング・スカイズ - "Under Flaming Skies"
3. スピード・オブ・ライト - "Speed of Light"
4. ハルシオン・デイズ - "Halcyon Days"
5. ドラゴンズ - "Dragons"
6. ファンタジー - "Fantasy"
7. ミリオン・ライト・イヤーズ・アウェイ - "A Million Light Years Away"
8. イーグルハート - "Eagleheart"
9. デスティニー - "Destiny"
10. キーボード・ソロ - "Key Solo"
11. ブラック・ダイアモンド - "Black Diamond"
12. フォエヴァー - "Forever"
13. アンブレイカブル - "Unbreakable"
14. ハンティング・ハイ・アンド・ロウ - "Hunting High And Low"

## 参加ミュージシャン
- ティモ・コティペルト – ボーカル
- マティアス・クピアイネン – ギター、プロデュース
- イェンス・ヨハンソン – キーボード
- ロルフ・ピルヴ – ドラム
- ラウリ・ポラー – ベース

## チャート
| chart(2015)                            | Peak position |
| -------------------------------------- | ------------- |
| Austrian Albums (Ö3 Austria)           | 69            |
| ベルギー (Ultratop Flanders)           | 78            |
| ベルギー (Ultratop Wallonia)           | 45            |
| フィンランド (Suomen virallinen lista) | 5             |
| フランス (SNEP)                        | 61            |
| 日本 (オリコン)                        | 16            |
| スイス (Schweizer Hitparade)           | 22            |